# Vivante (film)
Pour les articles homonymes, voir Vivante.
Pour plus de détails, voir Fiche technique et Distribution.
Vivante est un film français réalisé par Sandrine Ray et sorti en 2002.

## Synopsis
Claire est une étudiante en philosophie apparemment heureuse, qui travaille à temps partiel dans un atelier de photographie. Rentrant seule à scooter un soir après un cours de chant avec son amie Isa, elle est enlevée dans la rue et violée par ses agresseurs qui l'abandonnent en pleine nature.
Traumatisée, elle tait sa douleur mais abandonne ses études et rejette ses proches dans un cycle d'auto-destruction (flirt avec l’ex-petit ami d’Isa, alcoolisme, prostitution) qui atteint son paroxysme dans sa tentative de suicide.
Autour d’elle, son père, gérant d’un café-restaurant, veuf de longue date et muré dans son chagrin, et son frère Marty, qui veut monter une société de coursiers, affectueux et complice mais désemparé devant la violence de Claire.
Après sa sortie de l’hôpital, Marie (une prostituée rencontrée peu avant et qui a perdu sa fille), le dévoué Marty et Louis, un collègue photographe amoureux d’elle, vont lui redonner peu à peu le goût de vivre, d’entreprendre et d’aimer, jusqu'à finir par se confier à son père.

## Fiche technique
- Titre : Vivante
- Réalisation : Sandrine Ray
- Scénario : Antoine Lacomblez et Sandrine Ray
- Production : Raymond Blumenthal
- Société de distribution : LCJ Éditions et Productions
- Photographie : Olivier Cocaul
- Montage : Pascale Chavance
- Musique : Romaric Laurence
- Pays de production :  France
- Langue : français
- Durée : 88 minutes (1 h 28)
- Date de sortie : 
  - France : 27 février 2002

## Distribution
- Vahina Giocante : Claire
- Samuel Jouy : Marty, le frère de Claire
- François Berléand : Le père
- Fanny Cottençon : Marie
- Pierre Cassignard : Louis, un collègue de Claire
- Cécile Cassel : Isa, une amie de Claire
- Manuel Blanc : Paul, l'associé de Marty
- Jérôme Marc : Fred, l'ex-petit ami d'Isa
- Stéphane Metzger : Bruno
- Julien Masson : Phil
- Éliane Lublin : La prof de chant
- Serge Blumental : Le patron de Claire
- Laurent Bouhnik : L'agresseur
- Vincent Pannetier : Le client du VIP ROOM

## Autour du film
- Au début du film, Claire et Isa répètent Casta Diva (Chaste Déesse), le fameux air de Norma de Bellini.
- Lors du cours de philosophie montré dans la première partie du film, le professeur évoque Cioran et sa théorie sur la possibilité du suicide comme moyen de supporter la vie.
- En compagnie du photographe qui lui redonne le goût de vivre, Claire lit à voix haute un célèbre passage érotique d'Histoire de l'œil de Georges Bataille.